# 上大野村 (茨城県)
上大野村（かみおおのむら）は茨城県東茨城郡にかつて存在した村である。

## 地理
- 現在の水戸市の東部に位置する。
- 村域はほとんど平地になっている。
- 村は那珂川の南岸に位置する。

## 歴史
村名はかつて存在した大野郷に由来する。

### 村域の変遷
- 1889年（明治22年）4月1日 - 町村制施行により、中大野村・圷大野村・東大野村・西大野村・渋井村・吉沼村・細谷村・浜田村が合併し東茨城郡上大野村が発足。
- 1952年（昭和27年）4月1日 - 細谷の一部が緑岡村とともに水戸市に編入。
- 1955年（昭和30年）4月1日 - 残部が渡里村・吉田村・酒門村（若宮を除く）・河和田村の一部（赤塚）・那珂郡柳河村とともに水戸市に編入され、消滅。

変遷表
| 1868年 以前 | 1868年 以前 | 明治22年 4月1日 | 昭和27年 4月1日 | 昭和30年 4月1日 | 現在   |
| ----------- | ----------- | --------------- | --------------- | --------------- | ------ |
|             | 細谷村      | 上大野村        | 水戸市 に編入   | 水戸市          | 水戸市 |
|             | 細谷村      | 上大野村        | 上大野村        | 水戸市 に編入   | 水戸市 |
|             | 中大野村    | 上大野村        | 上大野村        | 水戸市 に編入   | 水戸市 |
|             | 圷大野村    | 上大野村        | 上大野村        | 水戸市 に編入   | 水戸市 |
|             | 東大野村    | 上大野村        | 上大野村        | 水戸市 に編入   | 水戸市 |
|             | 西大野村    | 上大野村        | 上大野村        | 水戸市 に編入   | 水戸市 |
|             | 渋井村      | 上大野村        | 上大野村        | 水戸市 に編入   | 水戸市 |
|             | 吉沼村      | 上大野村        | 上大野村        | 水戸市 に編入   | 水戸市 |
|             | 浜田村      | 上大野村        | 上大野村        | 水戸市 に編入   | 水戸市 |

## 大字
- 中大野（なかおおの）
- 圷大野（あくつおおの）
- 東大野（ひがしおおの）
- 西大野（にしおおの）
- 渋井（しぶい）
- 吉沼（よしぬま）
- 細谷（ほそや）
- 浜田（はまだ）

## 人口・世帯

### 人口
総数 [単位： 人]
| 1891年（明治24年） | 2,227 |
| 1920年（大正 9年） | 2,300 |
| 1935年（昭和10年） | 3,067 |
| 1950年（昭和25年） | 3,987 |

### 世帯
総数 [単位： 世帯]
| 1920年（大正 9年） | 477 |
| 1935年（昭和10年） | 622 |
| 1950年（昭和25年） | 760 |